# ابو آدم
ابو آدم یک تقسیمات کشوری در سودان است که در خارطوم واقع شده‌است.